# Ahilya ferruginea
Ahilya ferruginea är en stekelart som beskrevs av Gupta 1983. Ahilya ferruginea ingår i släktet Ahilya och familjen brokparasitsteklar. Inga underarter finns listade i Catalogue of Life.